# Lijst van beelden in Dordrecht
Dit is een (onvolledige) chronologische lijst van beelden in Dordrecht. Onder een beeld wordt hier verstaan elk driedimensionaal kunstwerk in de openbare ruimte van de Nederlandse gemeente Dordrecht, waarbij beeld wordt gebruikt als verzamelbegrip voor sculpturen, standbeelden, installaties, gedenktekens en overige beeldhouwwerken.
Voor een volledig overzicht van de beschikbare afbeeldingen zie: Beelden in Dordrecht op Wikimedia Commons.
| Geplaatst | Omschrijving                                        | Kunstenaar                          | Straat                                                    | Materiaal                                         | Afbeelding |
| --------- | --------------------------------------------------- | ----------------------------------- | --------------------------------------------------------- | ------------------------------------------------- | ---------- |
| 1862      | Standbeeld van Ary Scheffer                         | Joseph Mezzara en Cornelia Scheffer | Scheffersplein                                            | brons                                             |            |
| 1918      | Standbeeld van de gebroeders De Witt                | Toon Dupuis                         | Visbrug                                                   | brons                                             |            |
| 1921      | Hillebrand Jacob Wichers                            | Eduard Cuypers                      | Park Merwestein                                           | natuursteen (zuil) en brons (plaquette)           |            |
| 1939      | onbekend, beeldengroep                              | Willem van Kuilenburg               | Burgemeester De Raadtsingel, De Holland                   | tufsteen                                          |            |
| 1946      | oorlogsmonument (wit stalen kruis)                  |                                     | Sumatraplein                                              | staal                                             |            |
| 1952      | Levensboom                                          | Hans Petri                          | Park Merwestein                                           | natuursteen                                       |            |
| 1954      | Ot en Sien                                          | Toos Neger                          | Mariastraat 17; aan gebouw                                |                                                   |            |
| 1956      | Het mosterdzaadje                                   | Henk Krijger                        | Halmaheiraplein 5, bij school                             |                                                   |            |
| 1956      | Jonas in de walvis                                  | Hans Petri                          | Halmaheiraplein 5, bij school                             |                                                   |            |
| 1962      | De vechtenden                                       | Hans Petri                          | Noordendijk 268, bij school                               |                                                   |            |
| 1965      | zonder titel                                        | Jim Mulder                          | Dubbelsteynlaan West 70                                   |                                                   |            |
| 1967      | Schapenkoppen                                       | Cor van Gulik                       | Laan der Verenigde Naties                                 |                                                   |            |
| 1970      | Zonder titel                                        | Ruud Ringers                        | Eddingtonweg 3, voor school                               |                                                   |            |
| 1971      | Zonder titel                                        | Harry de Groot                      | Douwe Aukesstraat 1, school                               |                                                   |            |
| 1973      | Fonteinlandschap                                    | Hans Petri                          | Van der Steenhovenplein 1                                 |                                                   |            |
| 1976      | Touwspringer                                        | Cor van Gulik                       | Maasstraat                                                |                                                   |            |
| 1976      | Overvoordebank, ter herinnering aan J.C. Overvoorde | Carel Weeber en Christien Nijland   | Stek                                                      | beton (bank) en brons (medaillon)                 |            |
| 1978      | Zonder titel                                        | Evert van Lopik                     | Van Schendelstraat 24, school                             |                                                   |            |
| 1978      | Zitboek                                             | Marry Teeuwen-de Jong               | Dubbelsteynlaan 74                                        | (Dit werk is bij bezoek 4-2020 niet aangetroffen) |            |
| 1979      | Dirk IV van Holland                                 | Jan Haas                            | Varkenmarkt                                               | brons                                             |            |
| 1980      | Stokroos                                            | Jan Asjes van Dijk                  | Reeweg Zuid 22, bij school                                |                                                   |            |
| 1981      | Schaduw                                             | Marinus Boezem                      | Noordendijk 250                                           |                                                   |            |
| 1983      | Staand meisje                                       | Eja Siepman van den Berg            | Parklaan                                                  |                                                   |            |
| 1983      | Steltloper                                          | Cor van Gulik                       | Maasstraat                                                |                                                   |            |
| 1983      | Vogel                                               | Cor van Gulik                       | Oranjelaan                                                |                                                   |            |
| 1983      | Zonder titel                                        | Evert van Lopik                     | Aalscholverstraat 2                                       |                                                   |            |
| 1983      | Diamonds are Forever                                | Fortuyn/O'Brien                     | Nieuweweg                                                 |                                                   |            |
| 1984      | Group of Waterstones I                              | Gerard Höweler                      | Dubbelsteynpark                                           |                                                   |            |
| 1985      | Zonder titel                                        | Evert Strobos                       | Randweg (N3), Overkampweg en Dordwijklaan                 |                                                   |            |
| 1985      | Tjinta Kamu                                         | Joyce Bloem                         | Zuidhovenlaantje                                          |                                                   |            |
| 1985      | Getrapt blok                                        | Niko de Wit                         | Vreedonklaan park                                         |                                                   |            |
| 1985      | Omwikkeling                                         | Charles Vergouwen                   | Grotekerksplein                                           |                                                   |            |
| 1985      | Vegetatie                                           | Jim Mulder                          | Park Merwestein                                           |                                                   |            |
| 1986      | Groep                                               | Jan Asje van Dijk                   | Park Merwestein                                           |                                                   |            |
| 1986      | Zonder titel                                        | Wim Korvinus en Boudewijn Payens    | Romboutslaan 40                                           |                                                   |            |
| 1988      | Zonder titel                                        | Lucien den Arend                    | Bosstraat (nabij John F. Kennedyschool)                   |                                                   |            |
| 1988      | Zonder titel                                        | Cor van Gulik                       | Brouwersdijk 4, aan gebouw                                |                                                   |            |
| 1989      | Joods oorlogsmonument                               |                                     | Stadhuisplein                                             | Zwarte- en witte natuursteen                      |            |
| 1990      | Ikarus                                              | Jan Samsom                          | Godfried Schalckensingel 28                               |                                                   |            |
| 1990      | Belladonna                                          | Tine van de Weyer                   | Van Baerleplantsoen 26                                    |                                                   |            |
| 1990      | Zonder titel                                        | Frank Nix                           | Papeterspad 5                                             |                                                   |            |
| 1991      | Open en gesloten wereld                             | Harald Schole                       | Gravensingel 97                                           |                                                   |            |
| 1991      | Amflora                                             | Marijke van Os                      | Bosboom Toussaintstraat 62                                |                                                   |            |
| 1993      | De droom                                            | Menashe Kadishman                   | Buddingh’plein                                            |                                                   |            |
| 1994      | Zonder titel                                        | Daniel Libeskind                    | Maasplaza                                                 |                                                   |            |
| 1995      | Hugo de Groot                                       | Trudy Kunkeler                      | Hugo de Grootlaan                                         | keramiek                                          |            |
| 1997      | De Giraf tussen de bomen                            | Henk Visch                          | Houttuinen                                                | metaal                                            |            |
| 1998      | Sublimatie                                          | Carel Lanters                       | J.J.L. ten Katestraat                                     |                                                   |            |
| 1998      | Windkracht                                          | Jan Timmer                          | Karel Doormanweg/Jacob van Heemskerckstraat               |                                                   |            |
| 1998      | Zonder titel                                        | Sabine Zwikker                      | Willaertstraat 2, bij school                              |                                                   |            |
| 1999      | Exploded sphere                                     | Ewerdt Hilgemann                    | Weizigtpark                                               |                                                   |            |
| 1999      | Reliëf 8                                            | Peter Struycken                     | Overkamppark                                              |                                                   |            |
| 1999      | Een kwart cirkel                                    | Ad Dekkers                          | Oranjepark                                                |                                                   |            |
| 1999      | Zonder titel                                        | Norman Dilworth                     | Strijsingel bij 524                                       |                                                   |            |
| 1999      | Herinnering aan een doopkapel                       | Jan Maaskant                        | Dubbelsteynpark                                           |                                                   |            |
| 2002      | Een praatbeeld, een denkbeeld                       | Nico Parlevliet                     | Strijsingel 441, bij school                               |                                                   |            |
| 2004      | Gedenkteken Wieldrecht                              | Peter Zegveld                       | Amstelwijckweg                                            |                                                   |            |
| 2004      | Vroeger was het water blauw                         | Cor van Gulik                       | Chico Mendesring 188, bij school                          |                                                   |            |
| 2005      | Gerbera                                             | Herman Lamers                       | Anna van Saksenplein 11, op schoolplein                   |                                                   |            |
| 2006      | Albert Cuyp                                         | Maria Roosen                        | Bagijnhof/J. de Wittstraat                                | Zilverkleurige spiegelbollen                      |            |
| 2007      | C. Buddingh'                                        | Hanneke Hemelaar                    | Bankastraat                                               |                                                   |            |
| 2008      | Maria Medea                                         | Gerhard Lentink                     | Spuihaven, bij de Vest / Vriesebrug                       | Hout op een betonnen fundering                    |            |
| 2008      | Luisterend oor                                      | Gerhard Lentink                     | Spuihaven, tussen de Vriesebrug en de Johan de Wittstraat |                                                   |            |
| 2008      | Open keuken                                         | Dick van Hoff                       | Atmosfeerstraat 32, school                                | Hout op sokkel                                    |            |
| 2008      | Trektor                                             | Ingrid Mol                          | Dubbelsteynlaan West 54                                   |                                                   |            |
| 2009      | Alfa en Omega                                       | Joep van Lieshout                   | Leerparkpromenade                                         | polyester                                         |            |
| 2009      | Witte boom                                          | Stanislaw Lewkowicz                 | Lunenburgplein                                            |                                                   |            |
| 2009      | Eggsistence                                         | Ram Katzir                          | Staartpark                                                | marmer en staal                                   |            |
| 2011      | Monument Milly Boele                                | Fred Boele en Tineke Boele          | Schuilenburg                                              | graniet                                           |            |
| 2011      | Schapen                                             |                                     | Hoefijzerstraat                                           |                                                   |            |
| 2013      | Möte                                                | Marijke Renia                       | Burgemeester Beelaertspark/Eikenlaan                      |                                                   |            |
| 2017      | Bloemen (zeven bloemvormen)                         | Hendrike Huijsmans                  | Minnaertweg 4 (De Sterrenlanden)                          | gekleurd polyester                                |            |
| 2018      | Willem van Oranje                                   | Arie Schippers                      | Statenplein/Hofstraat                                     |                                                   |            |
| 1982      | onbekend                                            | onbekend                            | Vogelplein                                                |                                                   |            |